# 洋泾浜英语
洋泾浜英语（英語：Chinese Pidgin English），是皮欽語的一種。因發音與（白鴿）相同，所以被不諳英語者誤譯為白鴿英語（Pigeon English）。另外由於中文諧音，偶會看到洋涇幫、洋經幫、洋徑濱等等寫法。洋涇浜英語是19世纪中外商人使用的混杂语言，只有口头形式，没有统一的书面形式，变体很多。它是英语与上海话结合的产物，并且在一定程度上受宁波话与粤语的影响。其语法不符合英语习惯，语音受汉语影响。该语言流行于当时的上海洋泾浜周边地区，故由此得名。
洋涇浜英语是各種「中式英語」中較為知名的一個，具有相對特殊的歷史意義，因此「洋涇浜英语」一詞常被借代為「中式英语」，然而嚴格意義上來講，它只是各種「中式英語」中的一種。

## 名称来源
洋泾浜是上海的一条小河流，与黄浦江相连，从今延安东路渡口西向流至今西藏南路。在19世纪中叶，英国、法国相继在上海设立租界区，洋泾浜正是英法租界的界河。租界设置后，大量的商业机构出现在小河两岸，洋泾浜也因此成为上海对外贸易的一条重要的河流。由于中外商人语言交流不便，“洋泾浜英语”便在这种历史条件下诞生了。

## 演变
洋泾浜是原上海县城北郊的黄浦江的支河，长约2公里，宽不足20米，在上海实在是一条不起眼的小河浜。但是洋泾浜当时是上海英、法租界的界河，它的名气也随之大噪，这也是洋泾浜英语的得名之因。在与洋人的打交道沟通中，逐步生成了这种以沪语结构为主，夹杂着英文词汇的洋泾浜英语。
随后，上海的其他籍商人为了获取直接与外商交流的机会，纷纷学习英语。而此时，宁波商人也大量涌入上海，出版商看准商机，出版了《英话注解》，该手册使用汉字对英语进行注音，由于该书六位作者全是宁波人，因此使用的汉字发音为宁波话。因此洋泾浜英语逐渐变为英语、上海话、宁波话的混合形式为标准，各种出版物也越来越多，成为当时被广泛使用的中英商业语言。
中华人民共和国成立后，洋泾浜英语由于使用环境的缺失，逐渐被人所摒弃。改革开放后，上海的对外贸易重新被重视，而此时，人民的英语水平也日益提高，“洋泾浜英语”逐渐成为形容英语不标准的贬义词。

## 学习
洋泾浜英语的著名教材当属下段手册，该手册应使用吴语宁波话朗读，汉字仅用于注音，短短的几句话中涵盖了英语的常用词汇。该手册有很多版本，大同小异，下面是其中一种比较全的版本的全部内容（括号内斜杠前为宁波话发音对应的吴语拼音，斜杠后为英语原词）：
- 来是康姆（khaonm / come）去是谷（koh / go），二十四是吞的福（thentihfoh / twenty-four）。
- 是叫也司（yasy / yes）勿叫诺（noh / no），如此如此沙咸沙（soghaeso / so and so）。
- 真讚佛立谷（vahlihkoh / very good），靴叫蒲脱（buthah / boot）鞋叫靴（shiu / shoe）。
- 洋行買辦江摆渡（kaonpadu / comprador），小輪叫司汀巴（sythinpo / steamer）。
- 茶叫梯（thi / tea）翘梯请吃茶，雪堂（shihdaon / sit down）雪堂请侬坐。
- 烘山芋叫扑铁秃（phohthihthah / potato），东洋车子力克靴（lihkhahshiu / rickshaw）。
- 打屁股叫班蒲曲（paebutshoh / bamboo chop），混账王八蛋风炉（daefonlu / daffy low）。
- 那摩温（namouuen / number one）先生是阿大，跑街先生杀老夫（saehlaufu / shroff）。
- 麦克（mahkhah / mark）麦克钞票多，毕的生司（pihtihsansy / fifty cents）当票多。
- 红头阿三开泼度（khephahdu / keep door），自家兄弟勃拉茶（bahladzo / brother）。
- 爷要发茶（fahdzo / father）娘卖茶（madzo / mother），丈人阿伯发音落（fahinloh / father-in-law）。

## 影响
虽然洋泾浜英语已经退出历史舞台，但它在一定程度上影响或增加了许多上海话、宁波话、粤语甚至普通话中的词汇，例如：

### 音译詞
- 厄戤
- 安琪儿（angel）
- 阿司匹林（aspirin）
- 贝斯
- 白脱
- 咖啡
- 卡
- 开司米（cashmere）
- 水门汀（cement）
- 巧克力（chocolate）
- 戳子
- 克罗米（chromium）
- 可可
- 克拉
- 康白度（comprador）
- 克符
- 咖喱
- 道勃儿（double）
- 打
- 戤司
- 搞儿
- 哈夫
- 行
- 吉普
- 腊克
- 柠檬
- 来苏尔（lysol）
- 唛头
- 麦克风（microphone）
- 马赛克（mosaic）
- 马达
- 牛轧
- 派力司（palace）
- 派对
- 派司
- 披耶那（piano）
- 扑落／插扑（plug）
- 泡立水（polish）
- 磅
- 布丁
- 沙拉
- 三明治（sandwich）
- 萨克斯风（saxophone）
- 捎
- 沙蟹
- 沙发
- 司答脱（start）
- 水汀
- 司的克（stick）
- 司到婆（stop）
- 德律风（telephone）
- 听
- 抬頭／台头（title）
- 吐司
- 脱去包（touch ball）
- 凡士林（vaseline）
- 维纳斯（venus）
- 梵哑铃（violin）
- 违司

### 音译加意译
- 酒吧
- 啤酒
- 贝雷帽（béret）
- 卡宾枪（carbine）
- 卡车
- 加农炮（canon）
- 卡片
- 雪纺绸（chiffon）
- 雪茄烟（cigar）
- 道林纸（dauling）
- 引擎
- 法兰盘（flange）
- 高尔夫球（golf）
- 幽默
- 冰激凌（ice cream）
- 夹克衫（jacket）
- 求是糖（juice）
- 米达尺（metre）
- 霓虹灯（neon light）
- 杏利蛋（omelette）
- 拍纸簿（pad）
- 派克大衣（parka）
- 来复枪（rifle）
- 罗宋汤（Russian soup）
- 沙丁鱼（sardine）
- 苏打水（soda）
- 司必灵锁（spring）
- 车胎
- 乌托邦（utopia）
- 维他命（vitamin）
- 华尔兹舞（waltz）
- 摩托车（motorcycle）
- 圣

### 有引申意义的
- 大班
- 蹩脚
- 紮臺型（dashing）
- 开大兴（dashy）
- 发嗲
- 发格
- 軋朋友（get）
- 解山河／嘎山河（gossip）
- 坍招式（juice）
- 小开
- 盎三／肮三（nauseating）
- 老虎窗（roof）

这些外来语有的已经不被使用。如：
- 拨落头（plug，现在上海话一般用「插拨」，即「插座 + 拨落头」）
- 司的克（stick）
- 德律风（telephone）

但有的仍被广泛使用，如：
- 水门汀（cement，即「水泥」）
- 盎三／肮三（on sale）

有的词语已经传至其他方言区（包括官话区），成为汉语中被普遍认同的词语，如：
- 麦克风（microphone）
- 杀马特（smart）